# Helle Alrø
Helle Alrø (f. 1958 i Dalbyover) er en dansk professor i interpersonel kommunikation ved Institut for Kommunikation og Psykologi på Aalborg Universitet.

## Uddannelse
Helle Alrø blev i 1982 cand.phil. i tysk fra (dengang kaldet) Aalborg Universitetscenter. I 1988 opnåede hun licentiatgraden i audiovisuelle medier i fremmedsprogsundervisningen ligeledes fra Aalborg Universitetscenter.

## Karriere og forskning
Helle Alrø har været ansat som adjunkt (1985-1989), lektor (1988-2006) og siden 2006 som professor i interpersonel kommunikation på Institut for Kommunikation og Psykologi ved Aalborg Universitet.
Alrøs forskning er centreret om dialog og læring i interpersonelle hjælperelationer. Forskningen er kendetegnet ved blandt andet opdyrkelse af nye fagområder gennem tværfaglighed, samarbejde og dialog mellem forskere og undervisere, teoretikere og praktikere. Alrø har især fokus på "dialogens læringsmæssige kvaliteter i undervisning og læring, supervision, coaching, procesfacilitering samt konflikthåndtering og mediation." Hun underviser inden for disse områder med afsæt i en grundlæggende interesse for sprog og kommunikation.
Hun har været medudvikler af uddannelserne i Humanistisk Informatik og Kommunikation (nu Kommunikation og Digitale Medier) ved Institut for Kommunikation og Psykologi ved Aalborg Universitet (start 1985). Desuden har hun været medudvikler at masteruddannelsen i Organisatorisk coaching og læring ved Institut for Læring og Filosofi ved Aalborg Universitet (start 2008).
Helle Alrø er leder af vidensgruppen Center for Dialog og Organisation (CDO), som "arbejder teoretisk og praktisk med professionel ansigt-til-ansigt kommunikation mellem mennesker i offentlige og private organisationer.".
Helle Alrø har siden 1991 været involveret i flere forskningsrådsfinansierede projekter inden for det matematikdidaktiske område vedrørende kommunikation og matematiklæring. Hun har i samarbejde med professor Ole Skovsmose skrevet adskillige artikler og bøger på nationalt og internationalt niveau, bl.a. monografien: ”Dialogue and learning in mathematics education – intention, reflection, critique.”
I perioden 2007-2012 har hun desuden været ansat som professor II ved Højskolen i Bergen, Avdelingen for Lærerutdanning, tilknyttet et forskningsprojekt finansieret af den norske forskningsråd (NFR) om ”Læringssamtalen i matematikkfagets praksis”. Sammen med professor Marit Johnsen-Høines har hun redigeret to antologier: ”Læringssamtalen i matematikkfagets praksis – bok 1 og bok II”.
Helle Alrø har siden 1996 fungeret redaktør på skriftserien ”Interpersonel Kommunikation i Organisationer”, der udgives på Aalborg Universitetsforlag. Serien omfatter pt. 14 publikationer, senest Alrø, Dahl & Schumann (2016): ”Samtaleanalyse i hverdagen og videnskaben”; Alrø & Hansen (red.) (2017): ”Dialogisk aktionsforskning i et praksisnært perspektiv” og Alrø, Billund & Dahl (red.)(2018): ”Dialogisk procesfacilitering”.
Alrø blev i 2008 udnævnt som Årets Forfatter på Aalborg Universitet.